# علي جولا
علي جولا (بالفارسية: علی‌جولا) هي منطقة سكنية تقع في Charuymaq-e Jonubesharqi Rural District في إيران. يقدر عدد سكانها بـ 53 نسمة .